# Rodarán cabezas (expresión)
Rodarán cabezas es un modismo o expresión que suele usarse para notar que alguien o algunas personas sufrirán consecuencias producto de un mal accionar. Se usa generalmente en equipos de trabajo para indicar que serán castigados o despedidos de sus puestos. Por ejemplo: "¿Rodarán cabezas si el Real Madrid no logra ganar la Copa del Rey?".
Rodar cabezas es una expresión que viene de la decapitación antigua de delincuentes. Deriva de frases como "al filo del hacha" o "estar bajo el hacha". No obstante, "rodarán las cabezas" hace referencia al caos y la depuración de la Nobleza y la Elite en la Revolución Francesa, donde miles de personas (incluido el rey) fueron decapitadas.

## Cultura popular
Algunos ejemplos en la cultura popular son:
- «Heads Will Roll» es el segundo sencillo de la banda Yeah Yeah Yeahs de su tercer álbum It's Blitz![3]
- Heads Will Roll es el primer EP de la cantante Marion Raven.
- «Rodarán cabezas», así se titula el segundo capítulo del escritor Michael Rosen en su libro William Shakespeare: en su época para la nuestra.[4]
- Frase usada por narcotraficantes